# (24835) 1995 SM55
(24835) 1995 SM55 est un objet transneptunien en résonance 3:5 avec Neptune faisant de la famille de Hauméa.

## Caractéristiques
(24835) 1995 SM55 mesure environ 700 km de diamètre selon Johston et 173 km selon Brown.

## Orbite
L'orbite de (24835) 1995 SM55 possède un demi-grand axe de 42,055 ua et une période orbitale d'environ 273 ans. Son périhélie l'amène à 37,5 ua du Soleil et son aphélie l'en éloigne de 46,611 ua. Il s'agit d'un cubewano.

## Découverte
1995 SM55 a été découvert le 19 septembre 1995.